# Pokrovka (Saràtov)
Pokrovka — Покровка (rus) — és un poble de l'óblast de Saràtov, a Rússia, segons el cens del 2010 tenia 384 habitants. Pertany al districte municipal de Volsk.